# 크리에이션 (영화)
《크리에이션》(영어: Creation)은 영국에서 제작된 존 에이미얼 감독의 2009년 전기 드라마 영화이다. 폴 베터니, 제니퍼 코널리 등이 출연하였고, 제러미 토머스 등이 제작에 참여하였다.

## 출연진
- 폴 베터니
- 제니퍼 코널리
- 베네딕트 컴버배치
- 제러미 노섬
- 토비 존스
- 로버트 글레니스터
- 짐 카터

## 기타 제작진
- 라인 제작: 톰 월러
- 공동 제작: 닉 오헤이건
- 배역: 설레스티아 폭스
- 미술: 로런스 도먼
- 세트: 도미닉 커폰
- 의상: 루이즈 스천스워드